# Ретрофлексный имплозивный согласный
Ретрофлексный имплозивный согласный представляет собой разновидность согласного звука. Вадияра Коли фонематически отличает его от альвеолярного ɗ. У синдхи есть имплозивное сочленение, которое варьируется между зубным и ретрофлексным сочленением, тогда как у Оромо, Сараики и Нгада есть ᶑ, но не ɗ.
«Скрытый» символ в Международном фонетическом алфавите - ᶑ. (D с хвостиком для ретрофлекса и крючком для имплозии).

## Функции
Особенности звонкого ретрофлексного имплозива:
- Его способ артикуляции является окклюзионным, что означает, что он возникает в результате перекрытия воздушного потока в голосовом тракте. Поскольку согласная также является оральной, без выхода из носа, поток воздуха полностью перекрыт, и согласная является взрывной.
- Его место артикуляции - ретрофлексный, что прототипически означает, что он артикулирован субапикально (с загнутым кверху кончиком языка), но в более общем плане это означает, что он постальвеолярный без палатализации. То есть, помимо прототипического субапикального сочленения, язык может быть апикальным (заостренным) или, в некоторых фрикативах, пластинчатым (плоским).
- Его фонация звонкая, что означает, что голосовые связки вибрируют во время артикуляции.
- Это оральный согласный, который означает, что воздуху разрешается выходить только через рот.
- Это центральный согласный, что означает, что он образуется путем направления потока воздуха по центру языка, а не в стороны.
- Механизм воздушного потока является имплозивным (глотталический захват), что означает, что он создается путем втягивания воздуха путем прокачки голосовой щели вниз. Поскольку он озвученный, голосовая щель не закрыта полностью, но позволяет легочному потоку воздуха выходить через нее.

## Вхождение
| Язык         | Язык         | Слово     | МПА       | Значение  | Примечания |
| ------------ | ------------ | --------- | --------- | --------- | --- |
| Марвари      | Марвари      | कॾहिं       | [kaᶑahin] |           | |
| Нгадха       | Нгадха       | modhe     | [ˈmoᶑe]   | 'хороший' | |
| Оромо        | Оромо        | dhuma     | [ᶑʊmɐ]    | 'конец'   | |
| Сараики      | Сараики      | ݙ'''اک''' | [ᶑak]     | 'почта'   | Либо апикальное, либо субапикальное место сочленения выдвинуто вперед. </br> для ретрофлексных упоров не контрастирует с дентальной имплозией |
| Вадияра Коли | Вадияра Коли |           |           |           | Контрасты /ɓ ɗ ᶑ ʄ ɠ/. |